# Сологубов Микола Михайлович
Микола Михайлович Сологубов (рос. Николай Михайлович Сологубов; нар. 8 серпня 1924, Москва, СРСР — пом. серпень 1988, Москва) — радянський хокеїст, захисник.
Олімпійський чемпіон. Найкращий захисник радянського хокею 50-х років двадцятого століття. Прапороносець збірної СРСР на Зимових Олімпійських іграх 1960. З 2004 року член зали слави ІІХФ.

## Роки війни
Служив на флоті, потім у розвідці. Був тричі поренений. Особливо тяжким було останнє, поряд вибухнула міна і перебила великі і малі гомілкові кістки. Переніс чотири складні операції.

## Клубна кар'єра
Виступав за ОБО Хабаровськ (1949), ЦСКА (1949—1964) та СКА МВО (1964—1965). У складі столичного армійського клуба дев'ять разів здобував золоті нагороди у чемпіонатах СРСР. Другий призер 1952—1954, 1957; третій — 1962. Пара захисників Микола Сологубов — Іван Трегубов вважається найсильнішою у світовому хокеї другої половини 50-х років. Першим з гравців свого амплуа не тільки виконував свої функціональні обов'язки, але й вміло організовував контратаки та безпосередньо вражав ворота суперників. Всього у чемпіонаті СРСР забив 128 голів в 350 матчах. Тривалий час це досягнення будо рекордом результативності захисників у лізі. Лише у 80-х роках його перевершив В'ячеслав Фетісов. Володар кубка СРСР 1954—1956, 1961. За результатами сезону сім разів поспіль обирався до символічної збірної.
1 травня 1954 року захищав кольори футбольної команди «армійців». У матчі регулярного чемпіонату СРСР, який проходив у Мінську, москвичі поступилися господарям поля з мінімальним рахунком.

## Виступи у збірній
У складі національної збірної був учасником двох Олімпіад (1956, 1960). У Кортіна-д'Ампеццо здобув золоту нагороду, а через чотири роки у Скво-Веллі — бронзову.
Чемпіон світу 1956, 1963; другий призер 1955, 1957—1959; третій призер 1960, 1961. На чемпіонатах Європи — шість золотих (1955, 1956, 1958—1960, 1963) та дві срібні нагороди (1957, 1961). Тричі був визнаний найкращим захисником турніру (1956, 1957, 1960). На чемпіонатах світу та Олімпійських іграх провів 46 матчів (15 закинутих шайб), а всього у складі збірної СРСР — 91 матч (26 голів).

## Тренерська діяльність
В 1966—1967 очолював пензенський «Дизеліст», а в 1967—1968 новокузнецький «Металург».

## Нагороди та досягнення
Нагороджений орденом Трудового Червоного Прапора (1957) та медаллю «За трудову доблесть» (1960). Заслужений майстер спорту СРСР (1956).
| Нагороди                            | Команда                             | Кіл. | Роки                                    |
| ----------------------------------- | ----------------------------------- | ---- | --------------------------------------- |
| Олімпійські ігри                    |                                     |      |                                         |
| Золото                              | СРСР                                | 1    | 1956                                    |
| Бронза                              | СРСР                                | 1    | 1960                                    |
| Чемпіонат світу                     |                                     |      |                                         |
| Золото                              | СРСР                                | 2    | 1956, 1963                              |
| Срібло                              | СРСР                                | 4    | 1955, 1957, 1958, 1959                  |
| Бронза                              | СРСР                                | 2    | 1960, 1961                              |
| Чемпіонат Європи                    |                                     |      |                                         |
| Золото                              | СРСР                                | 6    | 1955, 1956, 1958—1960, 1963             |
| Срібло                              | СРСР                                | 2    | 1957, 1961                              |
| Чемпіонат СРСР                      |                                     |      |                                         |
| Золото                              | ЦСКА (Москва)                       | 9    | 1950, 1955, 1956, 1958—1961, 1963, 1964 |
| Срібло                              | ЦСКА (Москва)                       | 4    | 1952, 1953, 1954, 1957                  |
| Бронза                              | ЦСКА (Москва)                       | 1    | 1962                                    |
| Кубок СРСР                          |                                     |      |                                         |
| Володар                             | ЦСКА (Москва)                       | 4    | 1954, 1955, 1956, 1961                  |
| Особисті досягнення                 |                                     |      |                                         |
| Найкращий захисник чемпіонату світу | Найкращий захисник чемпіонату світу | 3    | 1956, 1957, 1960                        |
| Символічна збірна СРСР              | Символічна збірна СРСР              | 7    | 1951-1953, 1955—1957, 1959              |
| Член зали слави ІІХФ                | Член зали слави ІІХФ                | -    | 2004                                    |